# Luma albifascialis
Luma albifascialis là một loài bướm đêm trong họ Crambidae.